# Pontificie Opere Missionarie

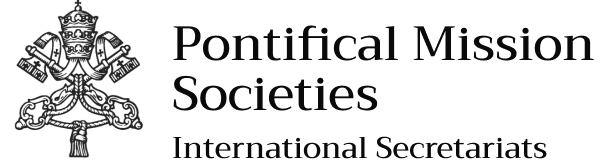
Logo delle Pontificie Opere Missionarie

Le Pontificie Opere Missionarie nacquero in Francia nel XIX secolo. La loro missione è di promuovere la partecipazione di tutti i fedeli cattolici alla vita apostolica della Chiesa.
Da un piano di preghiera e di raccolta di offerte immaginato nel 1819 dalla beata Pauline Marie Jaricot, nel 1822 a Lione venne fondata l'Opera della Propagazione della Fede. Nel 1843 monsignor Charles de Forbin-Janson fondò a Parigi l'Opera dell'Infanzia Missionaria (o della Santa Infanzia). Nel 1889 le signore Bigard fondarono a Caen l'Opera di San Pietro Apostolo. Infine, nel 1916 il beato Paolo Manna fondò in Italia la Pontificia Unione Missionaria.
L'obiettivo comune e principale delle Pontificie Opere Missionarie è quello di "promuovere lo spirito missionario universale nel popolo di Dio". A tal fine informano sulla vita e sui bisogni della missione universale, stimolano le Chiese a pregare l'una per l'altra e si adoperano per promuovere lo scambio reciproco di personale e mezzi materiali. Agiscono come mezzo di comunicazione privilegiato tra queste stesse Chiese. Ogni Opera poi concretizza questo impegno secondo le sue modalità specifiche. Sono un'agenzia del governo della Chiesa cattolica e riferiscono direttamente alla Santa Sede.
È loro compito primario dare impulso alla cooperazione, armonizzare le forze missionarie e garantire un'equa distribuzione degli aiuti finanziari che ricevono per la missione della Chiesa nei paesi più poveri.
L’organo di informazione delle Pontificie Opere è l’Agenzia Fides.

## Storia

### Pontificia Opera della Propagazione della Fede
In tutto il mondo, all'inizio del XIX secolo l'impresa missionaria sembrava essere in rovina. L'Europa era infatti in rovina sia materialmente che spiritualmente. Tuttavia, intorno al 1820, in Francia iniziò un risveglio religioso che assunse immediatamente un'apertura missionaria. I missionari partirono per la Cina, l'Indocina e l'America. Era necessario sostenere e amplificare questo movimento missionario con l'aiuto spirituale e materiale, nonché con la promozione delle vocazioni missionarie. Una giovane ragazza, Pauline Marie Jaricot, lo capì e con un gruppo di amici nel 1822 fondò a Lione l'Opera della Propagazione della Fede. Grazie allo spirito di fede che la animava e alla sua oculata organizzazione, l'Opera conobbe uno sviluppo straordinario. In breve tempo si affermò nelle diocesi francesi, poi in quelle degli altri paesi europei e in seguito in quelle d'America.
Nel 1841, l'opera esisteva in 444 diocesi e contava centinaia di migliaia di membri. Già nel 1830 contava più di 150 000 aderenti. Pauline Jaricot diede all'Opera un carattere popolare rivolgendosi a tutti i cristiani, a tutte le classi sociali, anche ai più poveri. La presentò come un'associazione i cui membri si impegnano a una preghiera quotidiana per le missioni e a un piccolo contributo economico. Nonostante le pressioni subite per limitare gli obiettivi dell'opera ai missionari francesi, i fondatori decisero di darle un carattere universale: "Non dobbiamo sostenere questa o quella missione in particolare, ma tutte le missioni del mondo".
Fin dall'inizio, Pauline Jaricot comprese l'importanza dell'informazione e dell'animazione missionaria. Nel 1822 prese l'iniziativa di pubblicare una rivista missionaria: Les Annales de la Propagation de la Foi. Questa pubblicazione godette di un'enorme diffusione. Pubblicata in diverse lingue con una tiratura di oltre 178 000 copie, era, all'epoca, il giornale più letto al mondo. Allo stesso tempo, furono distribuiti una serie di opuscoli popolari tra cui, dal 1868, Missions Catholiques, un settimanale tradotto in diverse lingue.
Pauline Jaricot e le sue collaboratrici si misero rapidamente in contatto con la Santa Sede e poterono godere dell'assoluto appoggio di papa Gregorio XVI, il papa missionario dell'Ottocento. Egli incoraggiò il loro lavoro e considerò l'Opera il supporto principale alla sua politica missionaria. Questa organizzazione divenne quindi la grande opera cattolica di assistenza nell'impresa missionaria.
Dal 1850 si radicò in tutti i paesi cattolici. Alcuni paesi, che all'inizio del secolo erano ancora territori di missione, con il tempo divennero paesi donatori. È il caso, per esempio, degli Stati Uniti d'America. Nel 1830, la diocesi di New York, a quel tempo la più povera del mondo, ricevette il più cospicuo sussidio. Oggi, gli Stati Uniti sono diventati il principale donatore dell'Opera e hanno migliaia di missionari in tutto il mondo.

### Pontificia Opera dell'Infanzia Missionaria (o della Santa Infanzia)
Monsignor Charles de Forbin-Janson, vescovo di Nancy, avvalendosi del consiglio di Pauline Marie Jaricot, volle creare un movimento missionario tra i bambini cristiani perché venissero in aiuto dei bambini poveri nei paesi di missione con il motto: "Salvate l'infanzia per mezzo dell'infanzia". L'Opera della Santa Infanzia vide la luce nel 1843. Risvegliando uno spirito missionario tra i bambini, quest'opera vuole portarli a una condivisione di fede, preghiera e offerte materiali con i bambini più bisognosi di paesi lontani. Anche questa opera conobbe un'incredibile espansione, prima in Francia e poi in America. Dopo due anni, era già stata fondata in 65 diocesi e avviò immediatamente la pubblicazione degli Annales de la Sainte Enfance che, apparendo in diverse lingue, si diffuse rapidamente.

### Pontificia Opera di San Pietro Apostolo
A partire dal pontificato di Gregorio XVI, la principale preoccupazione missionaria dei papi andava nella direzione della promozione della formazione di un clero autoctono e di conseguenza nella creazione e moltiplicazione dei seminari. Jeanne Bigard ebbe l'idea di raccogliere donazioni materiali per sostenere i seminari offrendo, allo stesso tempo, preghiere per questa intenzione.

### Pontificia Unione Missionaria
La quarta opera venne fondata nel 1916 da padre Paolo Manna. Convinto che la diffusione dello spirito missionario nelle famiglie, nelle comunità, nelle parrocchie, nei movimenti e nelle diocesi dipendesse dalla consapevolezza missionaria dei sacerdoti, padre Manna voleva mobilitare tutti i credenti e i non credenti. Il suo scopo è l'informazione e la formazione missionaria di sacerdoti, membri di istituti religiosi, associazioni di vita consacrata e istituti secolari, candidati al sacerdozio così come delle altre persone che servono nel ministero pastorale della Chiesa a una vita dedicata a Dio.

## Organizzazione
Quando l'attività delle Opere assunsero portata internazionale, furono dichiarate pontificie. Le prime tre, l'Opera della Propagazione della Fede, l'Opera di San Pietro Apostolo e l'Opera dell'Infanzia Missionaria, acquisirono carattere pontificio il 3 maggio 1922 con il motu proprio Romanorum Pontificum di papa Pio XI. La Pontificia Unione Missionaria del Clero lo divenne il 28 ottobre 1956 con decreto di papa Pio XII. Le Pontificie Opere sono quindi uno strumento di evangelizzazione a disposizione del pontefice.
Esse sono subordinate alla sezione per la prima evangelizzazione e le nuove Chiese particolari del Dicastero per l'evangelizzazione. A presiedere le opere è il segretario aggiunto del dicastero, dal 3 dicembre 2022 l'arcivescovo Emilio Nappa. Il consiglio superiore delle Pontificie Opere comprende i segretari generali che gestiscono i segretariati generali che hanno sede a Roma. Esistono strutture nazionali e diocesane per le Opere nei singoli paesi.
Le Opere sono presenti in tutto il mondo, in particolare attraverso le nunziature apostoliche. Queste organizzazioni forniscono una panoramica dei bisogni e garantiscono equilibrio nella distribuzione degli aiuti a diocesi, seminari, assistenza all'infanzia, istruzione, ecc. Sono lo strumento che la Chiesa cattolica offre per sostenere le Chiese nei paesi in via di sviluppo.

### Presidenti
- Arcivescovo Duraisamy Simon Lourdusamy † (2 marzo 1971 - 26 febbraio 1973 nominato segretario della Congregazione per l'evangelizzazione dei popoli)
- Arcivescovo Charles Asa Schleck, C.S.C. † (10 febbraio 1995 - 2000 ritirato)
- Arcivescovo Albert Malcolm Ranjith Patabendige Don (1º ottobre 2001 - 29 aprile 2004 nominato nunzio apostolico in Indonesia e Timor Est)
- Arcivescovo Henryk Hoser, S.A.C. † (22 gennaio 2005 - 24 maggio 2008 nominato arcivescovo, titolo personale, di Varsavia-Praga)
- Arcivescovo Piergiuseppe Vacchelli (24 maggio 2008 - 26 giugno 2012 ritirato)
- Arcivescovo Protase Rugambwa (26 giugno 2012 - 9 novembre 2017 nominato segretario della Congregazione per l'evangelizzazione dei popoli)
- Arcivescovo Giovanni Pietro Dal Toso (9 novembre 2017 - 30 novembre 2022 dimesso[8])
- Arcivescovo Emilio Nappa (3 dicembre 2022 - 1º marzo 2025 nominato segretario generale del Governatorato dello Stato della Città del Vaticano)

## Aree di intervento
Le aree di intervento sono:
- formazione di seminaristi, sacerdoti, religiosi e religiose, laici, in particolare catechisti;
- risveglio missionario di tutti i battezzati;
- aiuto alle diocesi bisognose;
- pronto soccorso.

## Presenza internazionale
Più di 140 paesi hanno una direzione nazionale delle Pontificie Opere Missionarie. Fin dalla loro fondazione, il loro obiettivo principale è quello di sostenere l'evangelizzazione, senza tuttavia escludere l'assistenza in campo caritativo, sociale, medico, ecc. Sostengono le comunità cattoliche (diocesi, parrocchie, istituzioni e associazioni ecclesiali) per aiutarle ad affrontare, in via prioritaria, i loro impegni pastorali. 1100 diocesi dei 5 continenti ricevono, dalle Pontificie Opere Missionarie, l'aiuto necessario alla loro missione.

## Alcuni motti e loghi nazionali delle Pontificie Opere Missionarie

### Francia
Pour que vive l'Église partout dans le monde !  (Affinché la Chiesa possa vivere ovunque nel mondo !)
https://commons.wikimedia.org/wiki/File:OPM_France_logo.jpg

### Svizzera
Échange et partage entre Églises (Scambio e condivisione tra le Chiese)
https://www.missio.ch/typo3conf/ext/mr_missio/Resources/Public/Images/Logo/logo_fr.gif

### Germania
Glauben Leben Geben (Fede che dà la vita)
https://www.missio-hilft.de/frontend/images/missio-logo.svg

### Gran Bretagna
Today Tomorrow Together (Oggi domani insieme)
https://missio.org.uk/wp-content/uploads/2020/06/Missio-Logo.jpg

### Malta
Me You Us Together (Io, tu ci siamo insieme)
https://missio.org.mt/wp-content/uploads/2020/06/missio-logo.png

### Colombia
La Iglesia en estado permanente de Mision (La Chiesa nello stato di missione permanente)